# Хуан Малдасена
Хуа́н Марті́н Малдасе́на (ісп. Juan Martín Maldacena; нар. 10 вересня 1968 року, Буенос-Айрес, Аргентина) — аргентинський і американський фізик-теоретик. Член Папської академії наук і Національної академії наук США (обох — з 2013).
Вищу освіту здобував в Університеті Буенос-Айреса, продовжив в Інституті Балсейро в Барілоче (Аргентина). Отримавши під керівництвом Кертіса Каллана ступінь доктора філософії в Прінстоні, Малдасена став професором факультету природничих наук у прінстонському Інституті перспективних досліджень. Найвідоміше з його наукових досягнень — найбільш правдоподібна реалізація голографічного принципу в AdS/CFT-відповідності (скорочення термінів anti de Sitter space — антидесіттерівській простір, і conformal field theory — конформна теорія поля). Ця відповідність встановлює взаємозв'язок між теорією струн і калібрувальною теорією, яка називається N=4 суперсиметрична теорія Янга — Міллса.
2013 року Малдасена в співавторстві з Леонардом Сасскіндом аналізував парадокс фаєрвола чорної діри, стверджуючи, що парадокс може бути розв'язано, якщо частинки в заплутаному квантовому стані з'єднані крихітними «кротовинами».
Член Американської академії мистецтв і наук (2007).

## Нагороди та відзнаки
- Стипендія Мак-Артура (1999)
- Саклерівська премія[de] (2000)
- Basilis Xanthopoulos International Award (2001)
- Золота медаль Пія XI[ru] (2002)
- Премія Денні Гайнемана в галузі математичної фізики від Американського фізичного товариства (2007)
- Медаль Дірака від Міжнародного центру теоретичної фізики імені Абдуса Салама (2008)
- Премія з фундаментальної фізики (2012) за розробку теорії, яка пов'язує гравітаційну фізику в просторі-часі з квантовою теорією поля[11].
- Медаль Оскара Клейна (2012)
- Премія імені В. Я. Померанчука[ru] (2012)
- Медаль Альберта Ейнштейна бернського Товариства Альберта Ейнштейна[en] (2018)[12]
- Salam Distinguished Lecture (2019)